# Netřeskovec
Netřeskovec (Jovibarba) je rod sukulentních rostlin z čeledi tlusticovitých, příbuzný netřeskům, ze kterých byl tento rod však vyčleněn.

## Popis
Vytváří přízemní růžice krátkých dužnatých listů. Jsou to rostliny víceleté, avšak po vykvetení rostlina odumře (patří mezi monokarpické rostliny). Netřeskovce jsou oblíbenými zahradními rostlinami, zejména do skalek.
Typickým znakem netřeskovce je pomalejší růst než u netřesku. Netřeskovec také na rozdíl od netřesků, jež mají růžové až červenofialové květy, kvete žlutě, květy obou rodů se také liší četností.

## Výskyt
Netřeskovce jsou endemické hornatým oblastem jihovýchodní Evropy. V České republice se vyskytuje pouze jediný zástupce rodu, netřeskovec výběžkatý (Jovibarba globifera) neboli nechrastec.

## Druhy
Publikace Flora Europaea uznává v tomto rodě pouze tři druhy:
- Jovibarba globifera (syn. J. sobolifera; Sempervivum globiferum) – roste v České republice, ve východních a jižních Alpách, Karpatech a západním Balkáně až po severní Albánii
- Jovibarba heuffelii (syn. J. velenovskyi; Sempervivum heuffelii) – vyskytuje se ve zbytku Balkánu a východních Karpatech, a to na jihovýchod od druhu J. globifera.
- Jovibarba hirta (syn. Sempervivum hirtum) – roste více směrem na západ, v jihozápadních Alpách